# Pyrinia venusta
Pyrinia venusta là một loài bướm đêm trong họ Geometridae.